# Bachia huallagana
Bachia huallagana là một loài thằn lằn trong họ Gymnophthalmidae. Loài này được Dixon mô tả khoa học đầu tiên năm 1973.